# Смитсон, Элисон и Питер

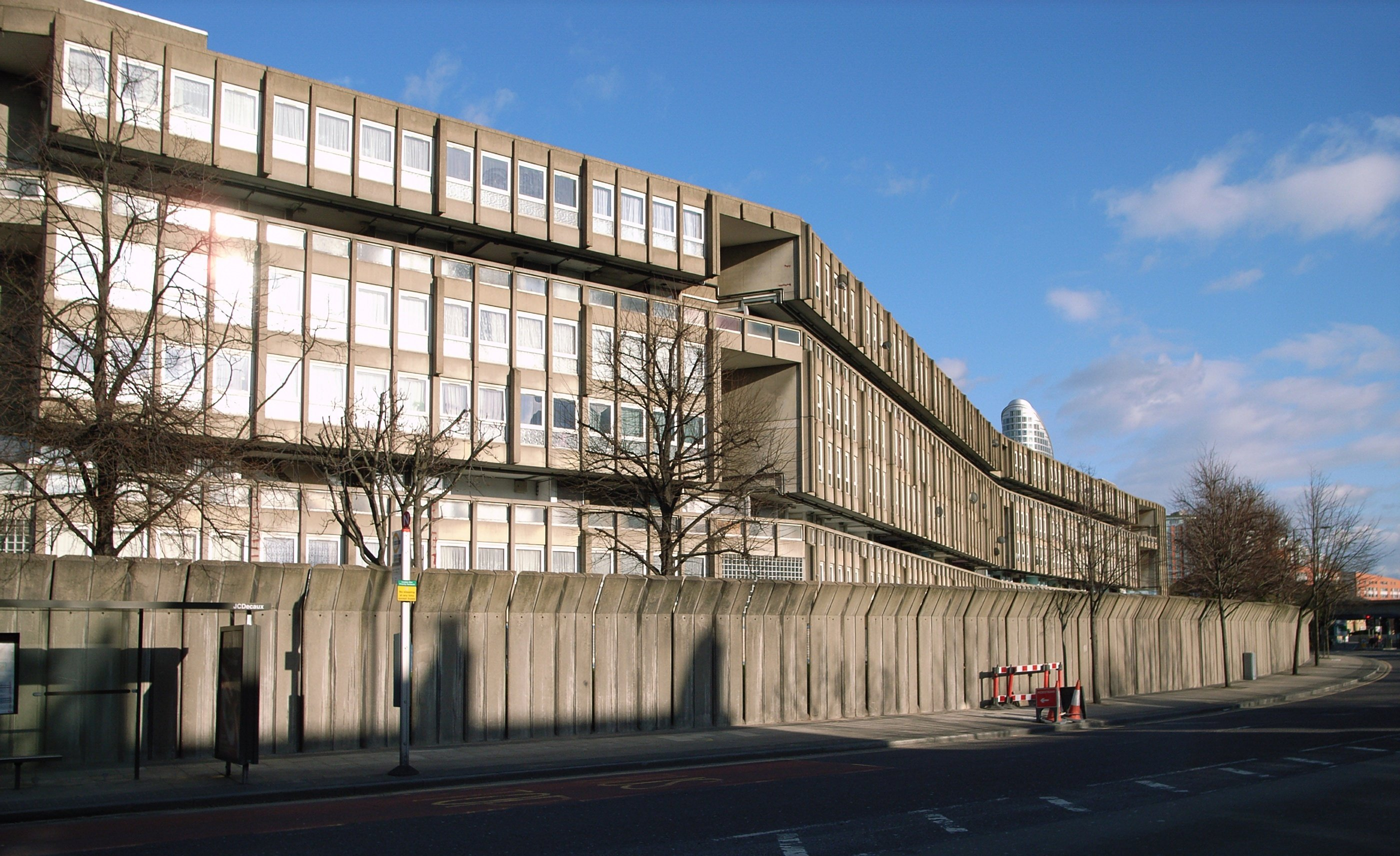
Жилой комплекс Robin Hood Gardens, Поплар, Восточный Лондон, завершён в 1972 году

Элисон Маргарет Смитсон (англ. Alison Margaret Smithson; в девичестве Джилл; 22 июня 1928 — 14 августа 1993) и Питер Денхем Смитсон (англ. Peter Denham Smithson; 18 сентября 1923 — 3 марта 2003) — английские архитекторы, семейная пара, работавшая совместно, их имена связаны с возникновением нового брутализма (особенно в теории архитектуры и урбанистики).
Питер родился в Стоктон-он-Тис, в графстве Дарем, на северо-востоке Англии, а Элисон Маргарет Джилл — в Шеффилде, Южный Йоркшир.  Учиться на архитектора Питер начал в 1939 г., учеба была прервана войной. В это время он служил в Мадрасском отделении саперов и минеров в Индии и Бирме, а после возвращения продолжил архитектурное образование. Они познакомились во время учёбы в Даремском университете и поженились в 1949 году. В 1950 году Смитсоны присоединились к архитектурному отделу Совета графства Лондона в качестве временных технических помощников, прежде чем основать собственный профессиональный тандем.
У них было трое детей — Саймон, Саманта и Сорайя, один из них, Саймон, тоже стал архитектором.
Элисон Смитсон была также писательницей; её роман «Портрет женского разума в юном возрасте» опубликован в 1966 году.

## Образование
Питер Смитсон изучал архитектуру с 1939 по 1948 год в Королевском колледже (Даремский университет), наряду с прохождением программы факультета городского планирования (там же, с 1946 по 1948 год). Элисон Смитсон изучала архитектуру в том же, Даремском, университете между 1944 и 1949 годами.

## Карьера

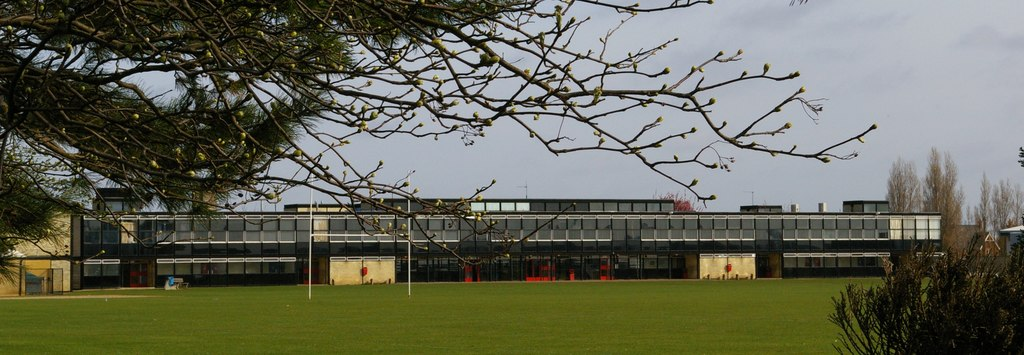
Школа Ханстентон

Известность пришла к Смитсонам благодаря проекту школы Ханстентон, в котором использовался язык классического модернизма Людвига Мис ван дер Роэ, но в сильно упрощённом виде, с грубоватыми деталями и преднамеренным отсутствием утонченности. Смитсоны являются одними из лидеров британской школы необрутализма. Они считали необрутализм «этикой, а не эстетикой». Действительно, в своих постройках они стремились подчеркнуть функциональную и социальную стороны и связать архитектуру с реалиями современной жизни послевоенной Британии.
Элисон Смитсон формулировала своё желание объединить здания, пользователей и окружающую территорию, описывая архитектурный процесс как «акт придания формы»: «Своим актом придания формы я старалась вызвать у жильцов желание добавить что-то свое, неуловимое, в использовании здания». После безусловного успеха построенной ими школы в Ханстентоне (1949-1954), они объединились с "Бригадой X", (группа архитекторов, возникшая в июле 1953 года, на 9-м Международном конгрессе современной архитектуры (CIAM)), и затем активно поддержали её протест против старого доктринёрского подхода к урбанизму, который исповедовался старыми членами Конгресса.
Среди их ранних работ, в рамках британской концепции высотного строительства, имеются так называемые улицы в небесах (англ. streets in the sky, популярная в 1960-х концепция), которые позволяли разделить автомобильный и пешеходный трафики. Смитсоны были членами Независимой группы, участвовавшими в выставках «Параллель жизни и искусства» в Институте современного искусства (1953), а также в выставке «Этот завтрашний день» (1956). На протяжении всей своей карьеры они широко публиковали свои теоретические работы, в том числе ими были опубликованы несколько неосуществленных проектов, что, по мнению некоторых критиков, сделало их более популярными в архитектурном мире, чем они того заслуживали.
Питер Смитсон в течение многих лет участвовал в семинарах ILAUD как преподаватель, вместе со своим коллегой-архитектором Джанкарло Де Карло.
В 1997 году общество National Life Stories провело с Питером Смитсоном интервью (C467 / 24) для своей исторической коллекции Architects Lives, хранящейся в Британской библиотеке.

## Осуществленные проекты
- Smithdon High School, Ханстентон, Норфолк (1949-54)
- Здание выставки «Дом будущего» (1956 года)
- Дом Сугдена, Уотфорд (1956)
- Верхний газон Pavillion, Fonthill Estate, Тисбери, Уилтшир (1959-62)
- The Economist Building, Пикадилли, Лондон (1959-65)
- Садовое здание, Колледж Св. Хильды, Оксфорд (1968)
- Расширение частного дома для лорда Кеннета, Бэйсуотер, Лондон, 1960
- Жилой комплекс Robin Hood Gardens, Тополь, Восточный Лондон (1969-72)
- Здания в Университете Бата, включая Факультет Архитектуры и Строительства (1988)
- Последний проект — Cantilever-Chair Museum в Баухаус TECTA в Лауэнфёрде, Германия